# Maine-et-Loire
Maine-et-Loire (oznaka 49) je francoski departma, imenovan po nekdanji provinci Maine in reki Loari, ki teče skozenj. Nahaja se v regiji Loire.

## Zgodovina
Prvotni departma Mayenne-et-Loire je bil ustanovljen v času francoske revolucije 4. marca 1790 iz dela nekdanje zgodovinske pokrajine Anjou. Sedanje ime je pridobil leta 1791.

## Geografija
Maine-et-Loire leži v osrednjem delu regije Loire. Na zahodu meji na departmaja Vendée in Loire-Atlantique, na severu na Mayenne in Sarthe, na severozahodu na departma regije Bretanje Ille-et-Vilaine, na vzhodu meji na Indre-et-Loire (regija Center), na jugu pa na departmaja Vienne in Deux-Sèvres (Poitou-Charentes).